# Le Roi Est Mort, Vive Le Roi! (álbum)
Le Roi Est Mort, Vive Le Roi! es el tercer álbum de Enigma, lanzado en el año 1996.
Publicado el 25 de noviembre de 1996, el álbum alcanzó el n.º 1 en la lista de los top 40 de Noruega, y fue n.º 3 en la lista europea. También llegó al n.º 3 en Alemania, n.º 4 en Austria y Suiza, al n.º 12 en el Reino Unido, y al n.º 25 en los Estados Unidos.

## Generalidades
Dos sencillos —«Beyond the Invisible» y «T.N.T. for the Brain»— fueron editados casi al mismo tiempo que su correspondiente álbum. Un tercer sencillo, «The Roundabout», fue desechado en el último minuto por razones no aclaradas, incluso cuando ya se había creado una remezcla por el artista alemán DJ Quicksilver.
Este álbum continuaba la tendencia de Enigma, que le daba un sonido ligeramente más moderno y futurístico al combinar los elementos del primer disco de Enigma, MCMXC a.D., con el segundo, The Cross of Changes. Michael Cretu, productor del proyecto, consideraba que Le Roi Est Mort, Vive Le Roi! debía ser el hijo de los dos álbumes previos, con el primero siendo el padre y el segundo siendo la madre, tal como se indicaba en el tema de 19 segundos «Third of it's Kind».
Hubo dos ediciones en el empaquetado: una con funda de cartón, y otra con bandeja translúcida y libreto impreso en plástico grueso.
Le Roi Est Mort, Vive Le Roi! fue nominado a los premios Grammy de 1998 en la categoría «Mejor Álbum de New Age», mientras que el fotógrafo y diseñador gráfico Johann Zambryski fue nominado en la categoría de «Mejor Empaquetado de una Grabación» por su diseño artístico del álbum.
El tema que abría el disco empezaba con el sample de un control de misión contactando con el Discovery One de la película 2001: Una odisea del espacio. El intro, incluido el famoso sonido del «cuerno de Enigma», era reproducido al revés para el tema de cierre «Odyssey of the Mind».

## Listado de canciones
1. «Le Roi Est Mort, Vive Le Roi!» — 1:57
2. «Morphing thru Time» — 5:47
3. «Third of Its Kind» — 0:19
4. «Beyond the Invisible» — 5:00
5. «Why!...» — 4:59
6. «Shadows in Silence» — 4:21
7. «The Child in Us» — 5:06
8. «T.N.T. for the Brain» — 4:26
9. «Almost Full Moon» — 3:26
10. «The Roundabout» — 3:38
11. «Prism of Life» — 4:55
12. «Odyssey of the Mind» — 1:40

Música y letra por Michael Cretu, excepto en «Beyond the Invisible», «The Roundabout» y «Prism of Life»: letra por Michael Cretu y David Fairstein.

## Créditos
- Peter Cornelius – guitarra en «The Child in Us»
- Michael Cretu – vocalista, productor, ingeniero de sonido, instrumentos musicales
- Sandra – voces
- Louisa Stanley – voces
- Volker Sträter – ilustraciones
- Johann Zambryski – dirección artística, diseño

## Posicionamiento en listas y certificaciones
| Lista (Nov. 1996-Dic. 1996) | Posición más alta | Certificación             |
| --------------------------- | ----------------- | ------------------------- |
| Alemania                    | 3                 | (BMieV: 1996)             |
| Australia                   | 10                |                           |
| Austria                     | 4                 |                           |
| Bélgica (Val.)              | 30                |                           |
| Estados Unidos              | 25                | (RIAA: marzo de 1999)     |
| Europa                      | 3                 |                           |
| Finlandia                   | 4                 |                           |
| Francia                     | 8                 | (SNEP: noviembre de 1996) |
| Italia                      | 17                |                           |
| Noruega                     | 1                 |                           |
| Nueva Zelanda               | 8                 |                           |
| Países Bajos                | 6                 |                           |
| Reino Unido                 | 12                | (BPI: diciembre de 1996)  |
| Suecia                      | 8                 |                           |
| Suiza                       | 4                 |                           |

| Año  | Sencillos              | Posición en las listas | Posición en las listas    | Posición en las listas  | Posición en las listas | Posición en las listas | Posición en las listas | Posición en las listas      | Posición en las listas |
| Año  | Sencillos              | Bandera de Alemania    | Bandera de Estados Unidos | Bandera del Reino Unido | Bandera de Suiza       | Bandera de Francia     | Bandera de Italia      | Bandera de los Países Bajos |                        |
| ---- | ---------------------- | ---------------------- | ------------------------- | ----------------------- | ---------------------- | ---------------------- | ---------------------- | --------------------------- | ---------------------- |
| 1996 | «Beyond the Invisible» | —                      | 81                        | 26                      | 36                     | 31                     | —                      | 27                          | 46                     |
| 1997 | «T.N.T. for the Brain» | —                      | —                         | 60                      | —                      | —                      | —                      | —                           | —                      |